# Flucht zum Mars
Flucht zum Mars ist ein 2007 erschienener Science-Fiction-Roman des österreichischen Schriftstellers Herbert W. Franke.

## Handlung
Im 23. Jahrhundert fliegt eine achtköpfige Besatzung zum Planeten Mars. Dort soll sie eine 200 Jahre zuvor von den Chinesen erbaute (und bald darauf verlassene) Marsstation aufsuchen und die dort angeblich gelagerten Insignien der letzten chinesischen Kaiserdynastie bergen. Die gesamte Expedition wird mit Fernsehkameras gefilmt, um den Stoff für eine Reality Show zu liefern.
Im Laufe des Romans erzählt Franke mittels Rückblenden die Vorgeschichte der Mission und ihrer Teilnehmer: Nach einem (nur angedeuteten) Ost-West-Konflikt etabliert sich eine Weltregierung mit einer künstlichen Intelligenz mit dem Spitznamen «Barbie Brain» an der Spitze, die diktatorisch regiert. Straftäter, aber auch Regimekritiker und Personen mit Gendefekten gelten als «nicht angepasste Personen» und werden verschiedenen Therapien (etwa chirurgischen Eingriffen ins Gehirn) unterzogen. Bis auf zwei Personen sind alle Teilnehmer der Mission dem Regime negativ aufgefallen.
Nach einigen kleineren Zwischenfällen schafft es die Crew, sich mit ihrem Marsrover der Marsstation bis auf wenige Kilometer zu nähern, überfährt aber eine Mine und muss den Rest des Marsches zu Fuß zurücklegen. Wenig später verrät Ramses, der selbst ernannte Leiter der Expedition, den Zweck der Mission: Ein Asteroid befindet sich auf Kollisionskurs mit der Erde, und mangels Möglichkeiten, ihn unschädlich zu machen, hatte Ramses sich entschlossen, einige Menschen auf den Mars zu evakuieren.
Bei einer Übernachtung in aufblasbaren Zelten werden fast alle Teilnehmer von über Schwarmintelligenz verfügenden Robotern überwältigt und auf besagte Station verschleppt. Übrig bleiben lediglich zwei Personen (Alf und Sylvie), die sich mit einem Trick Zugang zur Station verschaffen.
Auf der Station überschlagen sich die Ereignisse: Der zu bergende Schatz sind nicht kaiserliche Insignien, sondern mehrere Tonnen des Edelmetalls Palladium, das die Chinesen auf dem Mars abgebaut haben. Besagter Asteroid zerbirst vor dem befürchteten Impakt in Stücke, die aber teilweise auf der Erde einschlagen. Ramses will möglichst viel von dem Palladium und dazu Linette (die er zu heiraten beabsichtigt) zur Erde zurückbringen. Alles andere interessiert ihn nicht. Er ermordet drei seiner Kollegen, wird aber selbst von den Robotern zur Strecke gebracht.
Plötzlich fällt auf, dass Ramses den Countdown zum Start des Raumschiffs gestartet hat, und so müssen die verbliebenen vier Raumfahrer unter großem Zeitdruck zum Schiff eilen, um den Mars wieder zu verlassen.

## Stil
Auch in diesem Roman zeigen sich Herbert W. Frankes sachlich-unkomplizierter Stil, sein Faible für psychische Probleme und allzu Menschliches und natürlich seine umfangreiche Erfahrung als Höhlenforscher, die sich in den Beschreibungen der Marsoberfläche wiederfinden. Anders als etwa Stephen Baxter mutet Franke dem Leser jedoch keine ellenlangen Beschreibungen technischer Geräte und anderer Dinge zu. Nur die ersten und letzten Seiten des Buchs sind in einem auffallend pathetisch-feierlichen Ton gehalten.

## Erwähnte Technik
- Wie in vielen Science-Fiction-Werken auch, werden die Astronauten für die Dauer des Fluges zum Mars in eine Art künstlichen Winterschlaf (engl. suspended animation) versetzt, um Ressourcen wie Atemluft, Nahrung und Trinkwasser zu sparen und negative Auswirkungen der Schwerelosigkeit auf den menschlichen Körper zu reduzieren.

- In einer Rückblende wird erzählt, wie Sylvie während ihres Medizinstudiums ein Brain-Computer-Interface benützt, das mittels elektrischer Stimulation Computerdaten direkt ins Gehirn überträgt.

- Die Roboter, welche Teile der Crew verschleppen, bestehen teilweise aus organischem Material, ähneln riesengroßen Heuschrecken und bewegen sich hüpfend fort.

- Das Raumschiff, mit dem die acht Personen auf dem Mars gelandet sind, verwandelt sich nach der Landung automatisch in eine Art Panzerwagen mit Raupenketten, mit dem sich die Crew auf dem Mars fortbewegt.

- Für Notfälle (wenn das Mars-Mobil ausfällt) werden aufblasbare Zwei-Mann-Zelte mit integrierter Heizung mitgeführt, wie sie auch im Roman Titan von Stephen Baxter vorkommen.